# AGAPE store
AGAPE store（アガペ ストア）は、タレント・俳優の松尾貴史と演出家のG2が1998年に結成した演劇ユニット。既存の演劇の形や手法に囚われない作品作りを行っていて、年に1～2公演というペースで活動している。2010年、「残念なお知らせ」の公演をもって解散した。

## 公演

### 本公演
1. 超老伝（1998年）
2. D/J ジェー・ブンノ・ディー（1999年）
3. 超老伝2000（再演、2000年）
4. BIG BIZ 〜宮原木材危機一髪〜（2001年）
5. 地獄八景亡者戯（2002年）
6. BIG BIZ 〜宮原木材危機一髪〜（再演、2002年）
7. BIGGER BIZ 〜絶体絶命!結城死す?〜（2003年）
8. しかたがない穴（2004年）
9. BIGGER BIZ 〜絶体絶命!結城死す?〜（再演、2005年）
10. 仮装敵国（2005年）
11. BIGGEST BIZ 〜最後の決戦!ハドソン川を越えろ〜（2006年）
12. からっぽの湖（2008年）
13. テーブル・マナー（2009年）
14. 残念なお知らせ（2010年）

### 番外編
1. 地獄八景‥浮世百景（2007年）
2. 江戸の青空 Keep on shackin'（2009年）